# سيجي كانيكو
سيجي كانيكو (باليابانية: 金古 聖司) (27 مايو 1980 في كورومي في اليابان – )؛ هو لاعب كرة قدم ياباني سابق كان يلعب كمدافع.

## وصلات خارجية
- سيجي كانيكو على موقع رابطة كرة القدم اليابانية للمحترفين (اليابانية)
- سيجي كانيكو على موقع قاعدة بيانات كرة القدم.إي يو (الإنجليزية)
- سيجي كانيكو على موقع Soccerway.com (الإنجليزية)
- سيجي كانيكو على موقع عالم كرة القدم.نت (الإنجليزية)